# Moștenirea (roman)
Moștenirea (2011) (titlu original Inheritance) este a patra și ultima carte din ciclul Moștenirea scris de autorul american Christopher Paolini.
Ciclul Moștenirea s-a dorit inițial o trilogie, dar Paolini a declarat că, în timp ce scria,  volumul Brisingr a crescut în dimensiuni și a fost nevoie să îl împartă în două cărți distincte. Din acest motiv, o serie de fire narative concepute inițial pentru Brisingr și-au găsit locul în Moștenirea.
De la lansarea Moștenirii, Paolini și-a exprimat interesul de a mai lucra în viitor cu Alagaësia și ciclul Moștenirea. Într-un interviu, el a vorbit despre o posibilă "carte a cincea", un preludiu centrat pe Brom, declarând că are în plan "vreo șapte alte povestiri a căror acțiune se petrece în Alagaësia".

## Intriga
Moștenirea începe cu vardenii asediind orașul Belatona. În timpul bătăliei, Saphira este aproape ucisă de sulița Dauthdaert numită Niernen, care provine din vremea Războaielor Dragonilor. După căderea Belatonei, pisicile fermecate se aliază cu vardenii, iar Roran este trimis să cucerească orașul Aroughs, al cărui asediu se prelungește fără sorți de izbândă. El găsește o metodă riscantă dar extrem de ingenioasă de a pătrunde în cetate, cucerind-o cu prețul multor răni, apoi revine în tabăra vardenilor, care plănuiesc să atace orașul Dras-Leona, în care se află și Murtagh cu dragonul său, Thorn.
Eragon conduce un mic grup printr-un tunel subteran pentru a deschide poarta celorlalți vardeni. Însă tunelurile sunt ocupate de preoții din Helgrind, iar Eragon și Arya sunt capturați de aceștia și pregătiți pentru a fi sacrificați puilor de Ra’zac care eclozează din ouăle păzite de preoți. Anegla și solembum îi salvează și, cu ajutorul lor,  deschid porțile armatei vardene, alungându-l pe Murtagh. Acesta revine în toiul nopții și o răpește din tabără pe conducătoarea vardenilor, Nasuada, ceea ce face ca Eragon să fie însărcinat cu înlocuirea ei în asediul fortăreței Urû'baen, sediul Regelui Galbatorix.
Cu ajutorul lui Solembum, Eragon află despre Poarta Sufletelor din Turnul lui Kuthian, aflat în fosta cetate a Cavalerilor Dragonilor de pe insula Vroengard. Sperând că acolo se află ajutorul de care are nevoie pentru a-l înfrânge pe Galbatorix, Eragon pornește alături de Saphira și de Eldunarí-ul în care se află spiritul dragonului Glaedr. Acolo, Eragon și Saphira își găsesc numele adevărate, ceea ce le permite să pătrundă în Bolta Sufletelor. Spre marea lor surpriză, acolo descoperă multe Eldunarí, precum și ouă de dragon salvate de la distrugere și ascunse de ochii lui Galbatorix. Cu ajutorul spiritelor dragonilor aflate în Eldunarí, Eragon speră să capete destulă energie și cunoștințe pentru confruntarea finală..
În timp ce vardenii se apropie de Urû'baen, Galbatorix o supune la cazne pe Nasuada, încercând să îi obțină supunerea. Spre surprinderea și bucuria ei, Murtagh o ajută discret în timp ce urmează ordinele lui Galbatorix. Vardenii asediază orașul, iar Eragon, Saphira, Arya, Elva și un grup de lfi conduși de Blödhgarm intră pe scuns în citadelă, unde sunt nevoiți să evite o serie de capcane. Ajungând în cele din urmă la Galbatorix, ei află că acesta a descoperit numele adevărat al limbii stărvechi (Cuvântul), ceea ce îi permite să oprească folosirea magiei. Regele îi obligă pe Eragon și Murtagh să se dueleze folosindu-și doar tehnica, dar acest joc se întoarce împotriva lui. Murtagh folosește și el Cuvântul pentru a-l despuia pe Galbatorix de puterile lui magice, permițându-i lui Eragon să îl atace, iar Aryei și dragonilor Saphira și Thorn să îl ucidă pe dragonul negru Shruikan. Ajutorul primit de Galbatorix de la Eldunaríi săi se dovedește mai puternic decât cel de care befeiciază Eragon, dar acesta are ideea de a îl păcăli pe Rege să trăiască în sinea sa teroarea pe care a înstăpânit-o asupra Alagaësiei. Înțelegerea se dovedește fatală pentru Galbatorix, care moare.
În lupta care are loc în oraș, armata vardenilor repurtează mici victorii, care se dovedesc a fi elemente ale capcanei pe care le-o întinde Barst, conducătorul armatei lui Galbatorix. Profitând de protecția Eldunarí și de vrăjile Regelui, care îi încurcă pe magicienii elfi, acesta pornește un contraatac menit să zdrobească definitiv armata rebelă. Regina elfilor, Islanzadí cade în fața forței lui neaemuite și armata vardenă pare sortită pierii, dar Roran pune la cale un plan prin care să se poată apropia de Barst. Odată ajuns acolo, își folosește forța fizică împotriva magiei Eldunarí-ului, reușind să îl învingă pe Barst. Panicată, armata orașului se împrăștie, iar vardenii ocupă Urû'baen.
Nasuada devine împărăteasă, în timp ce Arya ia locul mamei sale la conducerea elfilor și devine Cavaler al Dragonului odată cu ieșirea din ou a dragonului verde ținut captiv de Galbatorix. Murtagh și Thorn se retrag departe de lume, în timp ce Eragon și Saphira capătă misiunea de a antrena viitorii Cavaleri și de a crește puii de dragon, lucru pe care decid să îl facă dincolo de hotarele Imperiului, astfel încât nicio rasă să nu fie avantajată în fața celorlalte.

### Capitolele cărții
| - La început: Rezumatul primelor trei volume ale ciclului Moștenirea - Prin spărtură - Căderea ciocanului - Umbre la orizont - Regele-pisică - După război - Amintirile morților - Ce este bărbatul? - Prețul puterii - Ieșind cu greu la lumină... - Un cântec de leagăn - Niciun răgaz pentru cel obosit - Dansul săbiilor - Fără onoare, fără glorie, doar bășici în locuri nepotrivite - Cea-care-îngihte-luna - Zvonuri și scris - Aroughs - Dras-Leona - O aruncătură de oase - Prietenul meu, dușmanul meu - Făină făcută din flăcări - Praf și pulbere - Interregnum - Thardsvergûndnzmal - Calea cunoașterii - De la suflet la suflet | - Descoperirea - Decizii - Sub deal și stâncă - Hrană unui zeu - Necredincioși în libertate - Dangătul clopotului - Peștera-sfrânciocului-negru-Thorn - Ciocanul și coiful - Și zidurile căzură... - Pe maulul Lacului Leona - Cuvântul unui cavaler - Conclavul regilor - Un labirint fără sfârșit - Fragmente, pe jumătate văzute și neclare - Întrebări fără răspuns - Plecarea - Chinul nesiguranței - Sala prezicătoarei - Pe aripile unui dragon - Sunetul glasului său, atingerea mâinii sale - Mici răzvrătiri - O coroană de gheață și omăt - Viermi de vizuină - Printre ruine - Snalgli pentru doi - Stânca lui Kuthian - Și toată lumea un vis | - O chestiune de caracter - Bolta Sufletelor - Lacuna, prima parte - Lacuna, partea a doua - Întoarcerea - Orașul amărăciunilor - Consiliu de război - O chestiune de onoare - Foc în noapte - Peste zid și drept în burdihan - Izbucnește furtuna - Ce nu te omoară... - În focul luptei - Numele tuturor numelor - Mușchi contra metal - Darul cunoașterii - Zvârcolirile morții - O mare de urzici - Moștenitoarea Imperiului - Un epitaf potrivit - Piese pe tablă - Fírnen - Un om cu conștiință - Preț de sânge - Promisiuni vechi și noi - Rămas-bun - Glosar - Mulțumiri |

## Istoria romanului

### Decizia scrierii unei a patra cărți
Într-un clip video difutat pe 30 octombrie 2007, Christopher Paolini a declarat că în timp ce lucra la a treia carte și-a dat seama că aceasta va deveni prea lungă, așa încât a decis să o despartă în două cărți separate. El a explicat în felul următor:
„În urmă cu nouă ani am plănuit seria Moștenirii ca o trilogie. La vremea aceea, când aveam cincisprezece ani, nu-mi imaginam că voi ajunge să scriu toate cele trei cărți, ce să mai vorbim despre publicarea lor. Când m-am apucat de a treia carte [Brisingr], a devenit clar că mai aveam de scris o parte din poveste care nu încăpea într-un singur volum. Deoarece atâta vreme mi-am imaginat seria ca pe o trilogie, a fost greu să accept că, pentru a fi cinstit față de personajele mele și pentru a mă ocupa de toate firele narative și de întrebările rămase fără răspuns în 'Eragon' și 'Eragon II', trebuia să separ sfârșitul seriei în două cărți.”

### Anunțul legat de publicare
Pe 23 martie 2011, Random House a prezentat titlul, coperta și data lansării Moștenirii. Aceasta a avut loc pe 8 noiembrie 2011 în S.U.A., Canada, Marea Britanie, Australia și Noua Zeelandă.

## După lansare
Lansat în 2,5 milioane de exemplare, romanul Moștenirea s-a vândut în Statele Unite în aproape jumătate de milion de exemplare în prima zi, sărind direct pe locul întâi în lista celor mai bine vândute cărți din USA Today.